# Westland (Michigan)

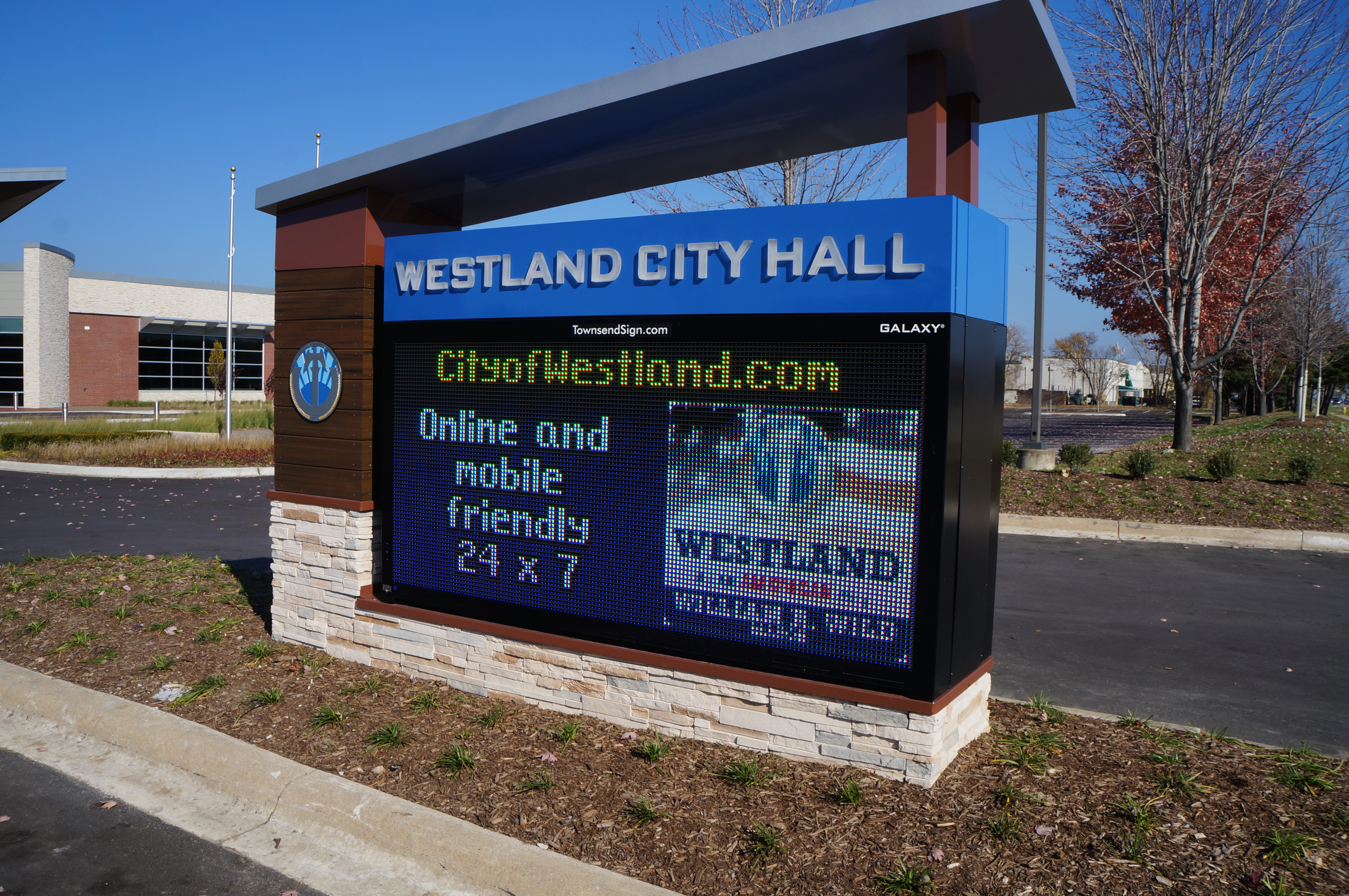

Westland – miasto w Stanach Zjednoczonych, w stanie Michigan, w hrabstwie Wayne.